# Alter Bridge
Alter Bridge — американская рок-группа из Орландо, штат Флорида. Группа была создана в 2004 году вокалистом и гитаристом Майлзом Кеннеди и бывшими участниками Creed лидер-гитаристом Марком Тремонти, басистом Брайаном Маршаллом и барабанщиком Скоттом Филлипсом.

## История
Alter Bridge (АВ) была основана в 2004 г. бывшими участниками группы Creed, которая распалась за год до того из-за внутренних творческих разногласий. Гитарист Марк Тремонти уже тогда имел некоторый материал, отличавшийся от той коммерческой музыки, которую играли Creed. К нему присоединились бас-гитарист Брайан Маршалл и барабанщик Скотт Филлипс. В таком составе группа начала подготовку и запись своего дебютного альбома. Вокалистом в итоге стал бывший участник The Mayfield Four Майлз Кеннеди.
2004–2005: One Day Remains
Первый альбом Alter Bridge «One Day Remains» вышел в свет 10 августа 2004 года.
Продажи составили 750 000 копий по всему миру, и диск получил «золотой» статус, что было гораздо скромнее «мультиплатиновых» заслуг альбомов Creed. При этом критики группу хвалили. Песня Metalingus начиная с 2004 и по сей день звучит при выходе на арену рестлера Адама Коуплэнда, более известного в мире реслинга под псевдонимом Эдж. Песня Save Me вошла в саундтрек к фильму «Электра», а трек Shed My Skin - в фильме «Фантастическая четверка». В 2005 г. группа записала мини-альбом Fan EP для Европы.
Были сняты клипы на песни Open Your Eyes и Broken Wings. Альбом был записан на лейбле Wind-up. Сам лейбл (на котором также выходили альбомы Creed и сольник Скотта Стэппа) настаивал на возрождении Creed. Поэтому вскоре Alter Bridge перешли под крыло Universal Republic.
2007–2008: Blackbird
9 октября 2007 года выходит второй альбом Alter Bridge под названием Blackbird. Релиз был высоко оценен критиками, а продажи в первую неделю составили 47 000 копий (13-е место в Billboard 200), а к концу года – 227 000 копий, что было существенно ниже даже показателей дебютника. Кеннеди участвовал в записи не только как вокалист, но и как гитарист. При этом последовавший мировой тур был очень успешным, и по его итогам был выпущен концертный DVD Live from Amsterdam с записью концерта в Амстердаме.
2010–2012: AB III
Alter Bridge начали процесс записи своего третьего альбома с февраля по май 2010 года. 17 июля 2010 года Billboard сообщил, что Alter Bridge подписал контракт с Roadrunner Records и что в 2011 году группа отправится в весенний тур с Godsmack, Хотя последнее сообщение было позже опровергнуто группой, Alter Bridge раскрыла название своего нового альбома, AB III, а также трек-лист на своем официальном сайте в начале августа. Roadrunner Records подтвердили, что группа подписала с ними контракт, и назвали дату выпуска своего нового альбома 8 октября 2010 года. Первый сингл "Isolation" был выпущен на сайте Roadrunner 6 сентября 2010 г. Эта песня стала самой успешной песней группы, заняв первое место на активном рок-радио и в чарте Hot Mainstream Rock Tracks, впервые для Alter Bridge.  AB III был выпущен в Австралии и Германии 8 октября 2010 года и в Великобритании 11 октября 2010 года на лейбле Roadrunner Records и в Северной Америке 9 ноября 2010 года на собственном лейбле группы, Alter Bridge Recordings, через EMI. Альбом дебютировал под номером 17 в Billboard 200. Премьера видеоклипа на "Isolation" состоялась 6 декабря 2010 года на канале Noisecreep. 11 января 2011 года группа наконец-то выпустила в магазины свой долгожданный концертный альбом и концертный фильм Live from Amsterdam. Кроме того, "I Know It Hurts" был позже выпущен в качестве второго сингла только в Австралии, 21 января 2011 года. "Ghost of Days Gone By" был выпущен в качестве следующего сингла 18 апреля 2011 г., за ним последовал "Wonderful Life" 5 июня 2011 г. в Соединенном Королевстве 
Группа объявила, что AB III будет намного «мрачнее» и будет отличаться от их предыдущих альбомов по лирике, и было подтверждено, что альбом будет построен как некий концептуальный альбом. AB III был встречен «подавляющим одобрением критиков» профессиональных обозревателей после его выпуска, а MusicRadar назвал его «одним из гитарных альбомов года». Artistdirect дал AB III отличную оценку и назвал его «лучшим» шедевр ». Кроме того, 8 марта 2011 года был выпущен трибьют-альбом« String Tribute to Alter Bridge », в котором представлены инструментальные классические аранжировки различных песен Alter Bridge.  25 октября 2011 года Alter Bridge выпустила специальное издание AB III под названием AB III.5, которое включает три бонус-трека и часовой документальный фильм One by One.
Группа начала тур в поддержку AB III осенью 2010 года по Соединенному Королевству с появлением Slaves to Gravity, за которым последовал тур по США с Taddy Porter и Like a Storm. Весной 2011 года Alter Bridge снова гастролировал по Соединенным Штатам, на этот раз с Black Stone Cherry и Like a Storm. Летом 2011 года Alter Bridge выступила на нескольких европейских фестивалях, включая фестивали Rock am Ring и Rock im Park, фестиваль Nova Rock,  фестиваль загрузок 2011 года, 2011 Hellfest Summer Open Air, и несколько других. Alter Bridge выступил с бесплатным концертом на Jimmy Kimmel Live! в телеканале ABC 25 апреля 2011 г.  Группа также стала сохэдлайнером второго ежегодного тура Carnival of Madness Tour летом 2011 года с Theory of a Deadman с разогревом Black Stone Cherry, Adelitas Way и Emphatic. Тур был продлен до января 2012 года, когда группа отыграла определенные даты в Австралии, включая фестиваль Soundwave.Группа выпустила серию вебизодов, подготовленных DC3 Music Group, с подробным описанием их тура. Кроме того, 29 ноября 2011 года на стадионе «Уэмбли» был записан второй концертный фильм под названием «Live at Wembley», ставший самым громким заголовком группы на тот момент.  Он был выпущен во всем мире 26 марта 2012 г. и позже будет выпущен в 3D.
2013–2014: Fortress
В 2012 году инструментальные участники Alter Bridge обратили внимание на свою другую группу, Creed. отправляющуюся в турне. Тремонти подчеркнул, что он всегда пишет музыку как для Creed, так и для Alter Bridge.  Майлз Кеннеди обратил внимание на свой проект со Слэшем, выпустив Apocalyptic Love (2012), а Марк Тремонти выпустил сольный альбом All I Was (2012). Филлипс присоединился к новой группе под названием Projected с участниками Sevendust Джоном Коннолли и Винни Хорнсби, а также бывшим гитаристом Submersed Эриком Фридманом, выпустив альбом под названием Human. 
Группа вернулась с Fortress в 2013 году, после чего последовал европейский тур и фестивали.
Участники Alter Bridge встретились в декабре 2012 года, чтобы обсудить следующий альбом и будущее турне группы. Они вошли в студию в январе 2013 года, чтобы начать запись нового альбома, время от времени путешествуя со своими сторонними проектами. Запись продолжалась в конце апреля 2013 года и длилась до июля 2013 года с их продюсером Майклом «Элвисом» Баскеттом. Было подтверждено, что альбом будет называться Fortress. 31 июля 2013 года Alter Bridge опубликовал обложку альбома и трек-лист Fortress, а первый сингл «Addicted to Pain» был официально выпущен 12 августа 2013 года. Марк Тремонти сказал, что группа пыталась «бросить вызов самим себе, чтобы извлечь максимум из аранжировок», и что альбом является «высокоэнергетической записью». Группа полностью транслировала альбом на сайте Metal Hammer эксклюзивно для Великобритании 23 сентября. К 30 сентября 2013 года Fortress был выпущен повсюду, за исключением США, где он был выпущен 8 октября. Альбом получил признание критиков, а Allmusic сказал: «Fortress — это драйвовый альбом, который не только не кажется усталым или несвежим, но и монстр альбома, который является довольно убедительным аргументом в пользу того, что он является одной из самых сильных и динамичных работ Alter Bridge на сегодняшний день ».  Их второй и третий синглы« Cry of Achilles »и« Waters Rising »относительно хорошо попали в чарты., заняв 27 и 15 места в US Hot Mainstream Rock Tracks.
Хедлайнерский тур по Великобритании и Европе в поддержку Fortress с Halestorm и Shinedown начался 16 октября в Ноттингеме.  За две недели до этого группа отыграла сингл в США, в House of Blues в Орландо. Alter Bridge выступили на австралийском музыкальном фестивале Soundwave в 2014 году в рамках австралийского тура, а также выступили хэдлайнерами на нескольких концертах осенью 2014 года, в том числе на фестивале Louder Than Life в Луисвилле, и продолжались до конца месяца. Они выбрали калифорнийскую породу, чтобы открыть для них даты своего октябрьского забега.
В январе 2014 года Alter Bridge планировали выпустить бокс-сет под названием Alter Bridge X в ознаменование 10-летия группы. Коллекция из 27 дисков включала все четыре альбома, оба концертных фильма, эксклюзивные неразрезанные интервью, каждое музыкальное видео, ранее не издававшиеся песни и живые записи, плакат с автографом и журнальный столик об истории группы. Было выпущено всего 3000 копий; однако проект претерпел значительные задержки и не был выпущен до сентября 2014 года. 
В марте 2014 г. был намечен к выпуску компакт-диск и DVD Live in Milan, аналогичный пакету Live in Amsterdam и Live at Wembley, в котором задокументировано живое шоу из их недавнего тура Fortress Tour, но позже он был отменен из-за звука. проблемы. 
2016–2017: The Last Hero
В январе 2015 года группа заявила, что не будет гастролировать в этом году, но выпустит новый альбом в 2016 году. В январе 2016 года, после того как участники группы завершили работу над другими проектами в течение 2015 года, Alter Bridge официально приступили к записи своего пятого студийного альбома. Продюсером пластинки снова будет Майкл «Элвис» Баскетт. Группа начала продавать памятные вещи и товары, такие как листы с текстами песен, использованные гитарные ремни, открытки, барабанные палочки и гитары, использованные для записи альбома, через Fret 12, компанию, связанную с Tremonti. Группа присоединилась к Disturbed и Breaking Benjamin в турне по США летом 2016 года. В мае Тремонти заявил, что группа планирует выпустить свой новый альбом в сентябре 2016 года. Что касается звука альбома, Тремонти сказал: «Я думаю, что это хорошая смесь между Fortress и Blackbird; он охватывает все аспекты». В июне 2016 года Alter Bridge подписал контракт с Napalm Records на международный выпуск альбома, а позже объявили, что возглавят тур по Соединенному Королевству 2016 года с Volbeat, Gojira и Like a Storm. 6 июля 2016 года группа раскрыла название нового альбома «Последний герой»; он был выпущен 7 октября 2016 г.  В январе и феврале 2017 года они отправились в тур по США и Канаде. После этого группа гастролировала по Австралии и Новой Зеландии в начале апреля и вернулась с тремя концертами в мае. В июне они отправились в европейское турне с участием Rock am Ring и Rock im Park, Download Festival и Hellfest. Группа впервые выступила в Ирландии в июне 2017 года и в Аргентине впервые в сентябре.
Alter Bridge выпустили свой третий концертный альбом Live at the O2 Arena + Rarities 8 сентября 2017 года, который включает сборник бонус-треков с предыдущих альбомов, включая две ранее не издававшиеся песни, записанные в 2004 году. Группа отыграла два концерта в Королевском Альберт-Холле 2–3 октября 2017 года вместе с оркестром Parallax, состоящим из 52 музыкантов, в рамках еще одного европейского тура. 7 сентября 2018 г. Они отыграли 14 концертов в США в течение ноября и декабря при поддержке All That Remains в рамках финальной части тура в поддержку The Last Hero. 
2019–present: Walk the Sky
В июне 2019 года Alter Bridge объявила о турне по Великобритании с Shinedown, Sevendust и The Raven Age, которое начнется в декабре 2019 года, а его шестой студийный альбом Walk the Sky выйдет 18 октября 2019 года. «Это что-то вроде фильма Джона Карпентера - это олдскульная синти-волна», - объяснил Марк Тремонти в интервью 2019 года для Kerrang !, обсуждая Walk the Sky. «Кто-то мог слышать запись и понятия не имел, что она была задумана, но для партии песен я подключился к некоторым старым лупам, которые я создал или случайно нашел в Интернете, и работал с ними в фоновом режиме, чтобы вдохновить меня на в другом направлении. Мне нравилось так работать. Мы бросаем себе вызов, чтобы не повторяться и искать новое вдохновение, чтобы добавить другой слой к тому, что мы делаем. Это особенно сложно, когда у вас было так много записей, но когда я показал Майлзу, кем я был подумав, ему это очень понравилось, и он сразу же был на борту "
Walk The Sky 2.0 (Deluxe) был выпущен 6 ноября 2020 года и включал дополнительные бонусные концертные треки и новый студийный трек «Last Rites».

## Участники группы
- Марк Тремонти — соло- и ритм-гитара, вокал, бэк-вокал
- Майлз Кеннеди — вокал, соло- и ритм-гитара
- Брайан Маршалл — бас-гитара
- Скотт Филлипс — ударные

## Дискография
Студийные альбомы
- One Day Remains (2004)
- Blackbird (2007)
- AB III (2010)
- Fortress (2013)
- The Last Hero (2016)
- Walk the Sky (2019)
- Pawns & Kings (2022)

Концертные альбомы
- Live from Amsterdam (2009)
- Live at Wembley – European Tour 2011 (2012)
- Live at the O2 Arena + Rarities (2017)
- Live at the Royal Albert Hall (2018)

EP
- Fan EP (2005)
- Walk the Sky 2.0 (2020)